# マグナムレスキューシリーズ
マグナムレスキューシリーズは、2002年から2005年まで株式会社トミー（現タカラトミー）がトミカで展開していた情景玩具シリーズ。

## 概要
トミカを使った緊急ヒーローシリーズは1990年に発売された「未来緊急基地」にまで遡る。その後、同基地をベースに専用トミカと大型車両による「トミカ未来緊急隊アースコマンダー」シリーズが登場、1994年まで商品展開されていた。
その後10年ほどの休止（「未来緊急基地」のリデコ品「緊急レッドレスキュー」や「未来建設シリーズ」などの単品シリーズは登場した）を経て、2002年からはマグナムレスキューαトミカシリーズとして発売された。トミカ車両にαチップという音声システムを搭載、大型変形ビークルやプラキッズとの連動、「敵」の登場等、従来とは異なる意欲的な試みが為された。
しかし、最大級のフラッグシップ的アイテム「緊急発進マグナムパトレーラー」の中央部「司令塔」部分で、子供が隙間に指を挟んで怪我をする事例が報告される。後期製造分からは隙間を無くす改良が加えられたものの、従来品の回収が行われなかったため事故が続き、2003年12月には改良前の製品で指を切断してしまう事故が発生した。これを受けてマグナムパトレーラーは改良後を含めた出荷数15万6千個全品自主回収、返金という形で製造が打ち切られた。
これを受けてシリーズは終了を余儀なくなされ、2005年末からはトミカハイパーシリーズにバトンを渡している。

## 登場人物

### マグナムレスキュー隊
ケイスケ
声 - 福山潤
主人公、ブルーポリスビーダー、セリカを運転する他、マグナムパトレーラーで緊急事態の指揮をとる。
ショウタ
声 - 原沢勝弘
ファイヤーインパルス、ファイヤーチーフを運転する他、マグナムファイヤーで火災時の指揮をとる。
マモル
声 - 杉野博臣
パワーコングを運転する他、マグナムレンジャーで噴火、山岳事故などの救助の指揮をとる。
ドクターQ
声 - 竹本英史
ドクターアンビュランスを運転する。
ミカリン
声 - 嶋崎はるか
マグナムレスキュー隊の紅一点。ミニパフローラを運転する。

### ライバル
ワルーダ
声 - 竹本英史（マグナムガーディアンでは魚建）
マグナムレスキュー隊のライバル。悪さをしてはマグナムレスキュー隊に懲らしめられる。愛車はワルーダカー。
ウッシー
声 - 小和田貢平
トミカ・プラレールビデオ2003のみに登場するワルーダの仲間。ワルーダと共に巨大装甲車両(ベースは超特急ヒカリアンのビッグワンダー)で「マイロード」を造るべく森林を破壊するが、ケイスケによってワルーダ共々逮捕される。

## トミカ

### マグナムレスキューシリーズ
レギュラートミカをマグナムレスキュー仕様に塗装変更したもの。
サポートカー
ベース車種は日産ドクター救急車。
レンジャーカー
ベース車種はレスキュー工作車。
GTR
ベース車種は日産・スカイラインレーシングR33。
RX-7
ベース車種はマツダ・RX-7パトロールカー。
メガクルーザー
ベース車種はトヨタ・メガクルーザー。
ファイヤーファイター
ベース車種は日野はしご付消防車。
アンビュランス
ベース車種はトヨタ・エスティマ。
セリカ
ベース車種はトヨタ・セリカレーシングタイプ。
ファイヤーチーフ
ベース車種はトヨタ・クラウンハイブリッド。

### マグナムレスキューαトミカシリーズ
一般発売のトミカにマグナムレスキューシリーズのペイントを施したもの。αチップを搭載しており、αシステム連動商品にセットすると音声が再生された（音声を発するのは基地などの大型商品側）。各キャラクターのプラキッズが1体付属する。また、ブルーポリスピーダー、ファイヤーインパルス、パワーコングの3台はトミカ・プラレールビデオ2003にて先行登場した。
ブルーポリスピーダー
ケイスケ隊員が運転するパトカー。ベース車種はホンダ・NSXタイプR。
ファイヤーインパルス
ショウタ隊員が運転する消防車。ベース車種は東急化学消防車。
パワーコング
マモル隊員が運転するパトカー。ベース車種はトヨタ・メガクルーザーパトロールカー。
ワルーダカー
ワルーダが運転するトラクター。ベース車種はアメリカンファームトラクター。
ちなみに、トミカ・プラレールビデオ2003にはこれとは別のワルーダ・ウッシー用の車両(ベース車種はビッグ リグレーサー)が登場している。
ミニパフローラ
ミカリン隊員が運転するミニパト。ベース車種は三菱・ミニカトッポ。
ドクターアンビュランス
ドクターQが運転する救急車。ベース車種はトヨタ・MP-1。

#### 基地
マグナムパトレーラー
巨大トレーラが緊急基地に変形する。トミカ3台が緊急発進する。リモコン操作で昇降する電動の指令タワーやロングボディをいっぱいに使ったスロープなどギミックが満載されていた。ボディの外装を左右に展開したり、大スロープを使ったトミカの発進機能等は、後の「ハイパーグランナー」に受け継がれている。
デザインベースは2001年に発表したトミカドリームモータースのコンセプトカー「TDM-009」である。
前述の通り、前期製造分で子供が隙間に指をはさみケガをするという事故が発生。後期製造分では改良が行われたものの、最終的に全製品が回収対象となった。この影響からか、過去のトミカシリーズを紹介するムック本等からは本製品はほとんど登場しない。
マグナムファイヤー
巨大トレーラが消防司令基地に変形する。回転降下するエレベーターは「回転パーキング」に流用された。マグナムパトレーラーと連結可能。
マグナムレンジャー
大型トレーラー。ルーフ部分のレバーアクションで前面のドーザーを操作し、トミカを回収する機構を持つ。
マグナムガーディアン
巨大トレーラが司令基地、緊急指令ロボに三段変形する。αシステムにより、αチップ搭載のトミカをのせると様々なサウンドが楽しめる。マグナムパトレーラー、マグナムファイヤーとの合体が可能。
マグナムレスキューボックス
キャリングケース型のボックスから司令基地に変形する。ヘリコプター付。以前発売していた「緊急レッドボックス」や「ポリスボックス」のリデコ品である。